# Релей (округ, Західна Вірджинія)
Шаблон:StateAbbr_ 37°47′ пн. ш. 81°16′ зх. д. / 37.78° пн. ш. 81.26° зх. д.
Округ  Релей (англ. Raleigh County) — округ (графство) у штаті  Західна Вірджинія, США. Ідентифікатор округу 54081.

## Історія
Округ утворений 1850 року.

## Демографія
За даними перепису 2000 року загальне населення округу становило 79220 осіб, зокрема міського населення було 46935, а сільського — 32285. Серед мешканців округу чоловіків було 38975, а жінок — 40245. В окрузі було 31793 домогосподарства, 22103 родин, які мешкали в 35678 будинках. Середній розмір родини становив 2,88.
Віковий розподіл населення поданий у таблиці:
| Стать    | До 15 років | 15-21 | 22-29 | 30-39 | 40-49 | 50-65 | 65-85 | Понад 85 |
| -------- | ----------- | ----- | ----- | ----- | ----- | ----- | ----- | -------- |
| Чоловіки | 7095        | 3596  | 4702  | 5491  | 6641  | 6767  | 4339  | 344      |
| Жінки    | 6832        | 3455  | 4013  | 5023  | 6424  | 6981  | 6477  | 1040     |

## Суміжні округи
- Кенова — північ
- Фаєтт — північний схід
- Саммерс — схід
- Мерсер — південний схід
- Вайомінг — південний захід
- Бун — північний захід

## Виноски
1. ↑  US Decennial Census. US Census Bureau. Архів оригіналу за 12 травня 2015. Процитовано 11 січня 2014.
2. ↑  Historical Census Browser. University of Virginia Library. Архів оригіналу за 11 серпня 2012. Процитовано 11 січня 2014.
3. ↑  Population of Counties by Decennial Census: 1900 to 1990. US Census Bureau. Архів оригіналу за 3 червня 2013. Процитовано 11 січня 2014.
4. ↑  Census 2000 PHC-T-4. Ranking Tables for Counties: 1990 and 2000 (PDF). US Census Bureau. Архів оригіналу (PDF) за 18 грудня 2014. Процитовано 11 січня 2014.
5. ↑  State & County QuickFacts. Бюро перепису населення США. Архів оригіналу за 17 липня 2011. Процитовано 11 січня 2014.(англ.) Наведено за англійською вікіпедією.
6. ↑  American FactFinder. Бюро перепису населення США. Архів оригіналу за 26 лютого 2012. Процитовано 31 січня 2008.

| США | Це незавершена стаття з географії США. Ви можете допомогти проєкту, виправивши або дописавши її. |